# Stefanie Sun
Pour les articles homonymes, voir Sun.
Stefanie Sun ou Sun Yanzi (孫燕姿 ; taïwanais : Sng Iàn-chu ; pinyin : Sūn Yànzī) est une chanteuse de musique populaire originaire de Singapour. Fille de Sng Yeow Hong (孫楊黃 Sng Iûⁿ-hông) et Sng Ee Kwai (孫燕佳 Sng Iàn-koai), elle vit le jour le 1978. Elle a deux sœurs : l'une est son aînée d'un an (孫燕佳 Sng Iàn-koai), l'autre sa cadette de six ans (孫燕美 Sng Iàn-bí).

## Biographie
Après des études secondaires à la St Margaret's Secondary School et la Raffles Girls' School, Yanzi a obtenu un diplôme en marketing à la Nanyang Technological University. Elle entama sa carrière musicale en juin 2000 avec la sortie de son album : Yan Zi (孫燕姿), chez Warner Music. Elle est sans conteste l'artiste locale la plus populaire dans son Singapour natal, car elle compte parmi les rares musiciens chinois de Singapour à avoir été largement reconnus pour leur travail. Sa fulgurante ascension au sein de la scène musicale populaire mandarine a encouragé beaucoup de ses collègues à s'exporter, comme JJ Lin et Huang Yi Da.
Bien qu'elle soit de Singapour et qu'elle y passe la majeure partie de son temps, elle réalise la plupart de ses enregistrements et de sa publicité à Taïwan, où elle compte également parmi les artistes les plus populaires. Sa langue maternelle est le teochew, mais elle chante presque exclusivement en mandarin, à l'exception de sa chanson Thiⁿ-o·-o· où elle évoque, en mandarin et en taïwanais, une chanson traditionnelle en taïwanais de Li Weisong dont elle reprend les six premiers mots : « Thiⁿ-o·-o·, beh lo̍h-hō· ». Il lui arrive également d'utiliser l'anglais, et ses albums contiennent quelques reprises d'artistes comme Tori Amos, Bananarama, Alanis Morissette et Faye Wong.
Stefanie a reçu plus de trente-trois récompenses pour sa musique au cours de sa carrière à Singapour, Taïwan, en Chine continentale et à Hong Kong (ainsi que lors des MTV Asia Awards). Elle participe régulièrement aux Singapore Hit Awards (zh) avec ses propres compositions et d'autres comme '雨天' de Xiaohan en 2007.
Elle a également chanté les chants officiels pour la fête nationale de son pays en 2002 et 2003, qui étaient respectivement We Will Get There (一起走到, dont elle a réalisé une version en chinois et une en anglais) et One United People (全心全意).

## Discographie
- 8 juin 2000 - 孫燕姿 Yan Zi (同名専輯)
- 9 décembre 2000 - 我要的幸福 (Wo Yao De Xing Fu) My Desired Happiness
- 12 juillet 2001 - 風箏 Kite
- 5 janvier 2002 - START 自選集
- 21 mai 2002 - Leave
- 16 juillet 2002 - 半成年主張, (Stefanie n'a écrit que la sixième chanson : 王子面, Kid and Dream)
- 10 janvier 2003 - 未完成 To Be Continued...
- 22 août 2003 - The Moment 這一刻
- 16 septembre 2003 - 七年級生, (Stefanie n'a écrit que la troisième chanson : 第六感, Sixth Sense)
- 28 octobre 2004 - Stefanie
- 7 octobre 2005 - A Perfect Day (Wan Mei De Yi Tian) (完美的一天)
- 22 septembre 2006 - My story, Your song
- 17 avril 2007 - Against The Light (Ni Guang) (逆光)
- 8 mars 2011 - It's Time (是時候)
- 27 février 2014 - Kepler (克卜勒)

## Récompenses
- 2000
  - TVB 8 Mandarin Music Awards (Hong Kong), meilleure débutante
  - Hong Kong's Radio Station, artiste la plus prometteuse
  - Channel V Music Awards (Beijing), meilleure débutante
  - Channel V Music Awards (Beijing), chanson de l'année
  - Singapore Hit Awards (zh), artiste la plus prometteuse
  - Ming Sheng Bao Top 10 Stars, artiste la plus prometteuse
  - China Music Awards, meilleure débutante
  - China Music Awards, meilleure chanteuse
- 2001
  - Golden Melody Awards (Taïwan), meilleure débutante
  - MTV Chinese, Top 10 des artistes les plus populaires
  - Golden Melody Awards (Malaisie), "Hong Ren" de l'année (Gold)
- 2002
  - Singapore Hit Awards (zh), artiste la plus prometteuse
  - Singapore Hit Awards (zh), artiste féminin ayant réalisé le plus de ventes
  - Singapore Hit Awards (zh), meilleur artiste local
- 2003
  - Singapore Hit Awards (zh), meilleure performance locale
  - Singapore Hit Awards (zh), meilleure artiste régionale
- 2005
  - Golden Melody Awards (Taïwan), meilleure chanteuse en langue mandarine
  - MTV Video Music Awards Japan, Best buzz ASIA de Taïwan
  - MTV Asia Aid Awards, artiste la plus populaire de Singapour